# Valdeluz
Valdeluz est une zone en cours d'urbanisation située dans la commune de Yebes (province de Guadalajara) en Espagne. La ville se situe à environ 70 kilomètres de Madrid. La crise économique de 2008 a eu de grandes répercussions sur Valdeluz.

## Conséquences de la crise
À l'origine, après la fin des travaux de la ville, celle-ci devait compter au moins 35 000 habitants. Or, à cause de la crise durable, peu de gens ont acheté des appartements ou des maisons. C'est ce qui s'est passé dans cette ville, où un centre commercial de 900 m2 a été abandonné en cours de construction, et des commerces qui devaient être créés ne le sont toujours pas. Beaucoup de logements sont inhabités. La ville a des allures de « ville fantôme ». En effet, la ville qui devait compter de 15 000 à 35 000 habitants, ne se retrouve qu'avec 1 200  habitants en 2011.